# John Devey
John Henry George Devey (n. 26 decembrie 1866, Birmingham, Regatul Unit al Marii Britanii și Irlandei – d. 11 octombrie 1940, Birmingham, Anglia, Regatul Unit) a fost un fotbalist englez, cunoscut drept unul dintre cei mai mari căpitani ai clubului Aston Villa. Jucătorul a fost un goal-getter prolific, înscriind peste 20 de goluri numai într-un singur an, între 1893 și 1894, în prima divizie a campionatului britanic de fotbal. Devey a fost căpitanul clubului Aston Villa timp de opt ani, timp în care a câștigat campionatul englez de cinci ori, între anii 1894 și 1900, și Cupa FA de două ori. Acesta s-a retras în aprilie 1902, devenind președintele clubului pentru următorii 32 de ani.
John Devey a fost, de asemenea, un jucător profesionist de cricket pentru clubul Warwickshire County Cricket Club, făcându-și prima apariție de parte clubului în 1887. Acesta a fost și un jucător profesionist de baseball, jucând în 1890 pentru clubul Aston Villa în Liga Britanică Națională de Baseball.

## Statistici
Campionat: 268  - 168 goluri
Cupă: 38 meciuri - 18 goluri